# Episodi di Negima
I titoli degli episodi sono in latino anziché in giapponese. In occasione della trasmissione italiana su Telemilano, nel contenitore Contactoons, sono stati mantenuti i titoli originali, mentre la serie è stata intitolata Negi, maestro di magia.
| Nº | Titolo italiano Giapponese 「Kanji」 - Rōmaji - Traduzione letterale | In onda          | In onda         |
| Nº | Titolo italiano Giapponese 「Kanji」 - Rōmaji - Traduzione letterale | Giapponese       | Italiano        |
| 1  | Ⅰ- Asinus in cathedra 「Ⅰ- Asinus in cathedra」 – "Un asino in cattedra" | 5 gennaio 2005   | 3 gennaio 2011  |
| 2  | Ⅱ- Omne initium est difficile 「Ⅱ- Omne initium est difficile」 – "Ogni inizio è difficile"                                                                                     | 12 gennaio 2005  | 4 gennaio 2011  |
| 3  | Ⅲ- Amantes, amentes 「Ⅲ- Amantes, amentes」 – "L'amore, la pazzia" | 19 gennaio 2005  | 5 gennaio 2011  |
| 4  | Ⅳ- Nullus est instar domus 「Ⅳ- Nullus est instar domus」 – "Nulla è come casa propria"                                                                                         | 26 gennaio 2005  | 6 gennaio 2011  |
| 5  | Ⅴ- Fama volat 「Ⅴ- Fama volat」 – "Un pettegolezzo vola" | 2 febbraio 2005  | 7 gennaio 2011  |
| 6  | Ⅵ- A fronte praecipitium a tergo lupi 「Ⅵ- A fronte praecipitium a tergo lupi」 – "Un precipizio di fronte, i lupi alle spalle"                                                 | 9 febbraio 2005  | 10 gennaio 2011 |
| 7  | Ⅶ- Fallaces sunt rerum species 「Ⅶ- Fallaces sunt rerum species」 – "Ci sono apparizioni di specie di cose"                                                                     | 16 febbraio 2005 | 11 gennaio 2011 |
| 8  | Ⅷ- Omnes una manet nox 「Ⅷ- Omnes una manet nox」 – "Una sola notte attende tutti"                                                                                              | 23 febbraio 2005 | 12 gennaio 2011 |
| 9  | Ⅸ- Te capiam, cunicule sceleste! 「Ⅸ- Te capiam, cunicule sceleste!」 – "Ti prenderò, coniglio malvagio!"                                                                       | 2 marzo 2005     | 13 gennaio 2011 |
| 10 | X- Ubi concordia, ibi victoria 「X- Ubi concordia, ibi victoria」 – "Dove c'è unità, c'è vittoria"                                                                              | 9 marzo 2005     | 14 gennaio 2011 |
| 11 | XⅠ- Cum tacent clamant 「XⅠ- Cum tacent clamant」 – "Grida nel silenzio" | 16 marzo 2005    | 17 gennaio 2011 |
| 12 | XⅡ- Aut disce aut discede 「XⅡ- Aut disce aut discede」 – "O impari o lasci" | 23 marzo 2005    | 18 gennaio 2011 |
| 13 | XⅢ- Tamdiu discendum est, quamdiu vivas 「XⅢ- Tamdiu discendum est, quamdiu vivas」 – "Così tanto da imparare, quanto vivere"                                                   | 30 marzo 2005    | 19 gennaio 2011 |
| 14 | XⅣ- Amicitiae nostrae memoriam spero sempiternam fore 「XⅣ- Amicitiae nostrae memoriam spero sempiternam fore」 – "Mi auguro che il ricordo della nostra amicizia sia duraturo" | 6 aprile 2005    | 20 gennaio 2011 |
| 15 | 「XⅤ- Amicus certus in re incerta cernitur」 – "Un amico sicuro è in una situazione di incertezza"                                                                              | 13 aprile 2005   | -               |
| 16 | 「XⅥ- Amor tussisque non celantur」 – "L'amore e la tosse non si nascondono" | 20 aprile 2005   | -               |
| 17 | 「XⅦ- Nihil difficile amanti」 – "Non è difficile amare" | 27 aprile 2005   | -               |
| 18 | 「XⅧ- Amor ordinem nescit」 – "L'amore non conosce l'ordine" | 4 maggio 2005    | -               |
| 19 | 「XⅨ- Verba volant, scripta manent」 – "Le parole volano via, quelle scritte rimangono"                                                                                         | 11 maggio 2005   | -               |
| 20 | 「XX- Nisi credideritis, non intelligetis」 – "Finché non ci credete, non lo capite"                                                                                            | 18 maggio 2005   | -               |
| 21 | 「XXⅠ- Nil desperandum」 – "Niente paura" | 25 maggio 2005   | -               |
| 22 | 「XXⅡ- Difficile est tristi fingere mente jocum」 – "È difficile scherzare nella triste cornice della mente"                                                                    | 1º giugno 2005   | -               |
| 23 | 「XXⅢ- Memento mori」 – "Ricordate la morte" | 8 giugno 2005    | -               |
| 24 | 「XXⅣ- Et arma et verba vulnerant」 – "Sia le armi che le parole possono ferire"                                                                                                | 15 giugno 2005   | -               |
| 25 | 「XXⅤ- Mors certa, hora incerta」 – "La morte è certa, l'ora è incerta" | 22 giugno 2005   | -               |
| 26 | 「XXⅥ- Non mihi, non tibi, sed nobis」 – "Non per me, non per te, ma per noi"                                                                                                   | 29 giugno 2005   | -               |